# Francisco Roldán Jiménez

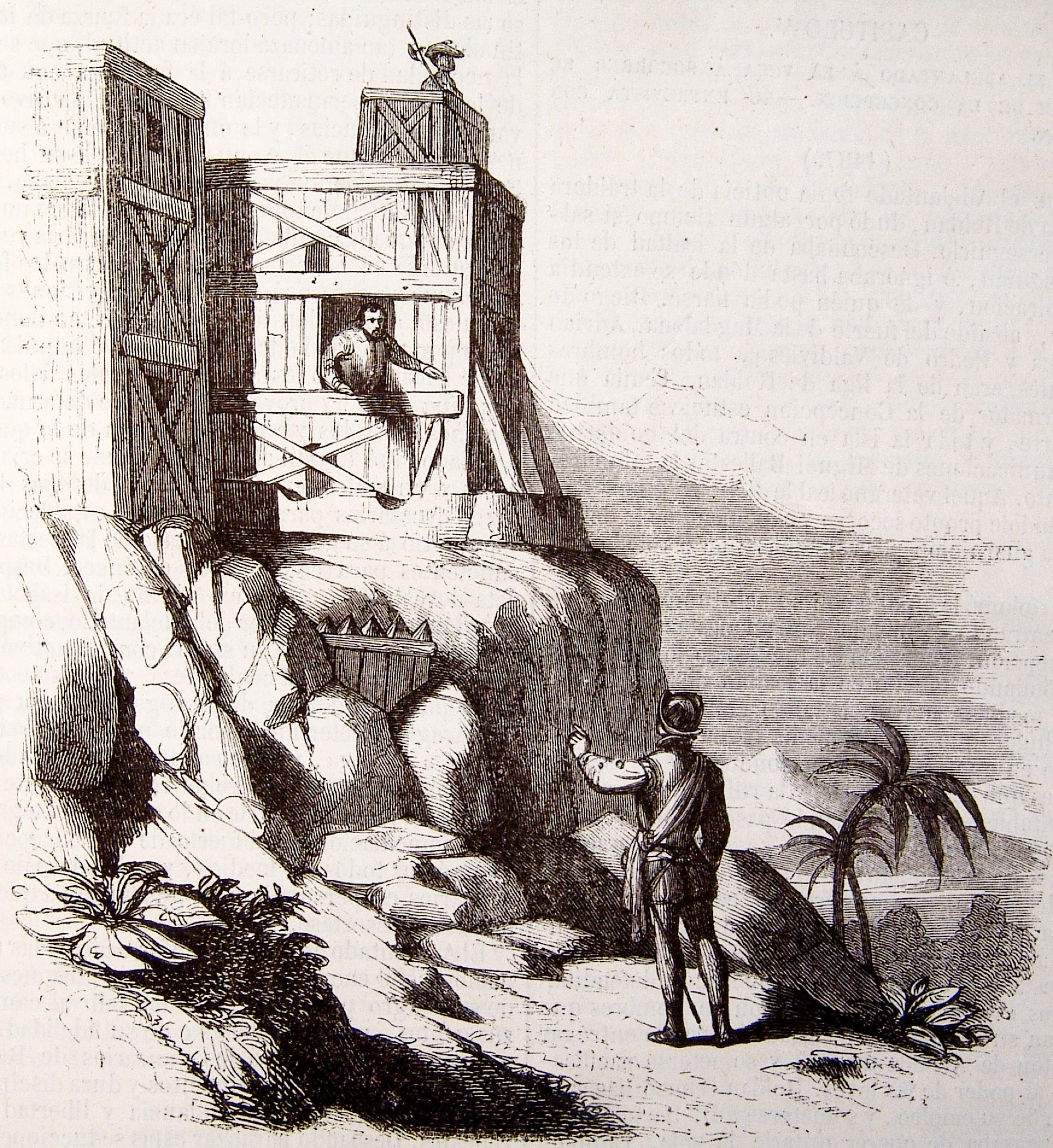
Entrevista del Adelantado i Francisco Roldán al fort de la Concepció l'any 1497 (grabat de 1851).

Francisco Roldán Jiménez (Torredonjimeno, 4 d'octubre del 1462 - Carib, 11 de juliol del 1502) va ser un navegant espanyol que va acompanyar a Colom en el seu segon viatge (1493) i va ser nomenat alcalde major de La Isabela. Es va enfrontar a Bartomeu Colom i va incitar als indis a la rebel·lió. A la tornada de Colom, va arribar a un pacte amb ell (1499) pel qual es van anul·lar els tributs i es van establir els primers repartiments d'indis. Ovando el va capturar i el va enviar a Espanya.
Cavaller de la casa dels Reis Catòlics, Francisco Roldán va participar en la conquesta de Granada (1492). En 1493, en el segon viatge de Cristòfor Colom al Nou Món, va passar a l'illa de l'Espanyola en qualitat de Majordom i de proveïdor de l'Armada. Posteriorment va ser nomenat per l'almirall alcalde major de la Isabela i, més tard, de tota l'illa.
Durant la seva absència, Colom va confiar el comandament al seu germà Bartomeu Colom, amb el càrrec d'avançat. Roldán, que es va oposar a aquesta designació, es va guanyar el suport dels indis prometent eximir-los del pagament de tributs i, aprofitant l'absència de l'avançat, que participava en una expedició a Santo Domingo, es va apoderar de les armes de la Isabela i es va retirar a Xaraguá.
Quan Colom va tornar a l'Espanyola en el seu tercer viatge, va atorgar als rebels, per l'acord d'agost de 1499, sous i terres, i va nomenar de nou alcalde major a Francisco Roldán. Al març de 1500, Roldán va impedir que esclatés una nova rebel·lió, pel que va ser recompensat amb el repartiment d'indis. Davant els continus aixecaments, va sol·licitar la presència d'un lletrat per exercir la justícia, situació que va motivar la destitució de Colom a favor de Bobadilla (1500). Tot i el bon tracte que va rebre de Bobadilla i de ser responsable d'una situació que, d'altra banda, acceptava, Roldán es va mantenir fidel a Colom i els seus germans. Capturat per Nicolás de Ovando, va morir durant la travessia que havia de tornar a Espanya.
Roldán va morir l'11 juliol de 1502 durant per un huracà al Canal de la Mona que va destruir 20 vaixells d'un comboi de 31 vaixells, inclòs el vaixell insígnia, El Dorado, en un viatge de tornada a Espanya. Entre els vaixells supervivents hi havia l'Agulla, el vaixell més feble del comboi i que portava a Colom.